# Ебергард Фраас
Ебергард Фраас (нім. Eberhard Fraas; 26 червня 1862 — 6 березня 1915) — німецький учений, геолог і палеонтолог. Працював куратором у Штутгартському музеї природознавства і відкрив динозаврів формації Тендагуру у Німецькій Східній Африці (нині Танзанія). На його честь названий динозавр Ефраазія.

## Біографія
Ебергард Фраас народився в Штутгарті (Велике герцогство Баден), у сім'ї Оскара Фрааса (1824—1897), куратора та професора геологічного та палеонтологічного відділу Вюртемберзького королівського природничого кабінету. Після відвідування гімназії Ебергард навчався в Лейпцизькому університеті у Германа Креднера та Фердинанда Ціркеля, а пізніше в Мюнхені у Карла Альфреда фон Ціттеля, Августа Ротплеца (1853—1918) та Пауля Грота. Тут він отримав ступінь доктора філософії в 1886 році, захистивши дисертацію про морські зірки юрського періоду. Його геологічна робота дозволила йому опублікувати першу послідовну розповідь про історію Альп.
У липні 1888 року він отримав ступінь габілітації в Мюнхенському університеті, а у 1891 році став асистентом у Державному музеї природної історії Штутгарта. У 1894 році він став куратором його геологічного, палеонтологічного та мінералогічного відділів. Він відповідав за створення безлічі геологічних карт своєї рідної Швабії. Багато з них було опубліковано у співпраці з Вільгельмом Бранко (який пізніше змінив своє ім'я на Вільгельм фон Бранка). Фраас також був куратором колекцій мінералів Фрідріха Альфреда Круппа.
Подорожі до Іспанії, Сардинії, Італії, Балкан, заходу Північної Америки (1901), Єгипту та Сирії (1897 і 1906) і, нарешті, до Німецької Східної Африки (1907) розширили його кругозір і наповнили музей новими придбаннями.
Його відкриття динозаврів у Східній Африці призвело до багатьох експедицій до Тендагуру.
Фраас помер 6 березня 1915 року в Штутгарті від дизентерії, яку він підхопив під час перебування в Східній Африці.

## Вшанування
На честь Фрааса названо вид західноазійської ящірки Parvilacerta fraasii.

## Праці
- Die Asterien des Weissen Jura von Schwaben und Franken: Mit Untersuchungen über die Structur der Echinodermen und das Kalkgerüst der Asterien. Palaeontographica 32: 229—261, Stuttgart: E. Schweizerbart (Koch), 1886
- Die Labyrinthodonten der schwäbischen Trias. Palaeontographica 36: 1-158, Stuttgart: E. Schweizerbart (Koch), 1889
- Scenerie der Alpen. 325 S., Leipzig: Weigel, 1892
- Die Triaszeit in Schwaben ; Ein Blick in die Urgeschichte an der Hand von R. Blezingers geologischer Pyramide. 40 S., Ravensburg: O. Maier, 1900
- Die Meer-Crocodilier (Thalattosuchia) des oberen Jura unter specieller Berücksichtigung von Dacosaurus und Geosaurus. Palaeontographica 49 (1): 1-71, Stuttgart: E. Schweizerbart, 1902
- Führer durch das Königliche Naturalien-Kabinett zu Stuttgart Teil 1: Die geognostische Sammlung Württembergs im Parterre-Saal, zugleich ein Leitfaden für die geologischen Verhältnisse und die vorweltlichen Bewohner unseres Landes. 82 S., Stuttgart: E. Schweizerbart, 1903
- Neue Zeuglodonten aus dem unteren Mitteleocän vom Mokattam bei Cairo. Geologische und Palaeontologische Abhandlungen, N.F. 6 (3): 1-24, Jena: Fischer, 1904
- Der Petrefaktensammler: ein Leitfaden zum Sammeln und Bestimmen der Versteinerungen Deutschlands. 249, 72 S., Stuttgart: K. G. Lutz, 1910
- Branca, W., Fraas, E.: Das vulcanische Ries bei Nördlingen in seiner Bedeutung für Fragen der allgemeinen Geologie. Abhandlungen der Königlich Preussischen Akademie der Wissenschaften zu Berlin: 1-169 S., 1901
- Branca, W., Fraas, E.: Das kryptovulcanische Becken von Steinheim. Abhandlungen der Königlich Preussischen Akademie der Wissenschaften zu Berlin: 1-64, 1905
- Proteroehersis, eine pleurodire Schildkröte aus dem Keuper. Jahreshefte des Vereins für Vaterländische Naturkunde in Württemberg, 69, S. 13-90. Online verfügbar. Universität Frankfurt.